# Episodi di Shin Chan (2000)
Questi sono gli episodi della serie anime Shin Chan mandati originariamente in onda nel 2000. Alcuni di questi episodi, quelli che nella lista presentano il titolo italiano, sono arrivati in Italia nel secondo ciclo di trasmissione.
Ogni episodio è diviso in mini-episodi della durata di circa 10 minuti l'uno.

## Episodi
| Nº Ja       | Nº It       | Titolo italiano Titolo giapponese 「Kanji」 - Rōmaji | In onda           | In onda                                      |
| Nº Ja       | Nº It       | Titolo italiano Titolo giapponese 「Kanji」 - Rōmaji | Giapponese        | Italiano                                     |
| 344         | –           | 「オラは焼きイモの達人だゾ」 - ora ha yaki imo no tatsujin da zo 「マリーちゃんがカスカベで戦うゾ」 - mari changa kasukabe de tatakau zo 「オラんちの冷蔵庫を取りかえるゾ」 - ora nchino reizōko wo tori kaeru zo | 14 gennaio 2000   | —                                            |
| 345         | –           | 「オラは天才バレリーナだゾ」 - ora ha tensai barerina da zo 「インターネットをのぞいちゃうゾ」 - intanetto wonozoichau zo 「父ちゃんと二人でお茶するゾ」 - tōchan to futari deo cha suru zo | 21 gennaio 2000   | —                                            |
| 346         | –           | 「オラは野原家一のセツヤク家だゾ」 - ora ha nohara ie ichi no setsuyaku ie da zo 「憧れのマリーちゃんをレンタルするゾ」 - akogare no mari chanwo rentaru suru zo 「風邪引き父ちゃんを元気にするゾ」 - kaze biki tōchan wo genki nisuru zo | 28 gennaio 2000   | —                                            |
| 347         | –           | 「オラに燃えてるあいちゃんだゾ」 - ora ni moe teruaichanda zo 「スーパーマーケットは男の戦場だゾ」 - supamaketto ha otoko no senjō da zo 「誰も知らないシロの秘密だゾ」 - daremo shira nai shiro no himitsu da zo | 4 febbraio 2000   | —                                            |
| 348         | –           | 「魔女っ子マリーちゃん最大の危機だゾ」 - majo tsu ko mari chan saidai no kiki da zo 「ストーブから目をはなすなだゾ」 - sutobu kara me wohanasunada zo 「怪しい風間君を大追跡だゾ」 - ayashi i kazama kun wo daitsuiseki da zo | 11 febbraio 2000  | —                                            |
| 349         | –           | 「上尾先生の嫌いなアイツだゾ」 - ageo sensei no kirai na aitsu da zo 「フーセンガムがどうしても食べたいゾ」 - fusengamu gadōshitemo tabeta i zo 「父ちゃんのキケンな秘密だゾ」 - tōchan no kiken na himitsu da zo | 18 febbraio 2000  | —                                            |
| 350         | –           | 「オラも美容院に行きたいゾ」 - ora mo biyōin ni iki tai zo 「ひまわりの様子がヘン！？だゾ」 - himawarino yōsu ga hen!? da zo 「男だけのゴーカな夕食だゾ」 - otoko dakeno goka na yūshoku da zo | 3 marzo 2000      | —                                            |
| 351         | –           | 「オラんちで大人のパーティーだゾ」 - ora nchide otona no patei da zo 「オラもオーディションを受けるゾ」 - ora mo odeishon wo ukeru zo 「宝くじが当たったゾ」 - takarakuji ga ata tta zo | 10 marzo 2000     | —                                            |
| 352         | –           | 「ファミレスにアクション仮面参上だゾ」 - famiresu ni akushon kamen sanjō da zo 「オラもドキドキの保育参観だゾ１」 - ora mo dokidoki no hoiku sankan da zo 1 「オラもドキドキの保育参観だゾ２」 - ora mo dokidoki no hoiku sankan da zo 2 | 17 marzo 2000     | —                                            |
| 353         | –           | 「お昼ごはんはお弁当に限るゾ」 - o hiru gohanhao bentō ni kagiru zo 「アクション仮面の映画が来るゾ」 - akushon kamen no eiga ga kuru zo 「会社の保養所は楽しいゾ」 - kaisha no hoyōjo ha tanoshi i zo | 14 aprile 2000    | —                                            |
| Speciale 26 | 70b 70c –   | Shin Cha Cha Cha e il genio Kekoten (Parte prima) 「ぶりぶりざえもんの冒険 ゴールドフィンガー銀ちゃん（前編）」 - buriburizaemonno bōken gorudofinga gin chan (zenpen) Shin Cha Cha Cha e il genio Kekoten (Parte seconda) 「ぶりぶりざえもんの冒険 ゴールドフィンガー銀ちゃん（後編）」 - buriburizaemonno bōken gorudofinga gin chan (kōhen) 「アクション仮面のプレゼントだゾ[再]」 - akushon kamen no purezento da zo [sai] 「クレしんパラダイス！メイド・イン・埼玉[映画]」 - kure shin paradaisu! meido. in. saitama [eiga] 「嵐を呼ぶジャングル」紹介」 - arashi wo yobu janguru shōkai | 21 aprile 2000    | 6 luglio 2009 –                              |
| Speciale 26 | 70b 70c –   | Nei primi due mini-episodi (uno la continuazione dell'altro), Shin-chan (nell'edizione italiana dell'episodio, per esaltare la comicità, chiamato Shin Cha Cha Cha) possiede il potere di evocare uno spirito chiamato "genio Kekoten", che altri non è che Buriburizaemon. In questi due mini-episodi, i due aiutano un nonetto (rappresentato da Ginnosuke) che deve sconfiggere il suo acerrimo nemico preparando il sushi più buono che riesce a cucinare. |                   |                                              |
| 354         | –           | 「お家を建てる準備だゾ」 - o ie wo tate ru junbi da zo 「父ちゃん大ピンチだゾ」 - tōchan dai pinchi da zo 「嵐を呼ぶジャングル公開中だゾ」 - arashi wo yobu janguru kōkai naka da zo | 28 aprile 2000    | —                                            |
| 355         | –           | 「おやつはナイショがおいしいゾ」 - oyatsuha naisho gaoishii zo 「アクション仮面対父ちゃんだゾ」 - akushon kamen tsui tōchan da zo 「ケータイ電話を拾ったゾ」 - ketai denwa wo hirotta zo | 5 maggio 2000     | —                                            |
| 356         | –           | 「あいちゃんが来る！！だゾ」 - aichanga kuru!! da zo 「大型時代劇スペシャル！春日部黄門」 - oogata jidaigeki supesharu! kasukabe kōmon 「母ちゃんの手になって働くゾ」 - kaachan no teni natte hataraku zo | 12 maggio 2000    | —                                            |
| 357         | –           | 「真昼のホラー体験だゾ」 - mahiru no hora taiken da zo 「大河時代劇スペシャル！春日部黄門」 - taiga jidaigeki supesharu! kasukabe kōmon 「アクション仮面シューズがほしいゾ」 - akushon kamen shuzu gahoshii zo | 19 maggio 2000    | —                                            |
| 358         | –           | 「実家に帰らせていただきますだゾ」」 - Jikka ni kaera seteitadakimasuda zo | 26 maggio 2000    | —                                            |
| 359         | –           | 「一人暮らしするゾ」 - hitorigurashi suru zo 「正義のヒーローお利口マン登場だゾ」 - seigi no hiro o rikō man tōjō da zo 「ハムスターはオラが飼うゾ」 - hamusuta ha ora ga kau zo | 2 giugno 2000     | —                                            |
| 360         | –           | 「おしおきから脱出するゾ」 - oshiokikara dasshutsu suru zo 「空き巣に入られたゾ１」 - aki su ni ira reta zo 1 「空き巣に入られたゾ２」 - aki su ni ira reta zo 2 | 9 giugno 2000     | —                                            |
| 361         | –           | 「かすかべ防衛隊にあいちゃんが入ったゾ」 - kasukabe bōeitai niaichanga itsutta zo 「再びお利口マンだゾ」 - futatabi o rikō man da zo 「父ちゃんは日曜も大変だゾ」 - tōchan ha nichiyō mo taihen da zo | 16 giugno 2000    | —                                            |
| 362         | –           | 「よしなが先生のお見舞いにいくゾ」 - yoshinaga sensei noo mimai niiku zo 「お利口マン仙人登場だゾ」 - o rikō man sennin tōjō da zo 「よしなが先生辞めちゃダメだゾ」 - yoshinaga sensei yame cha dame da zo | 23 giugno 2000    | —                                            |
| 363         | –           | 「よしなが先生の結婚式が決まったゾ」 - yoshinaga sensei no kekkonshiki ga kima tta zo 「結婚式の出し物を決めるゾ」 - kekkonshiki no dashimono wo kime ru zo 「オラのおよめさんはどんな人？だゾ」 - ora nooyomesanhadonna nin? da zo | 7 luglio 2000     | —                                            |
| 364         | –           | 「よしなが先生結婚を迷うゾ」 - yoshinaga sensei kekkon wo mayō zo 「今日は結婚式だゾ」 - konnichiha kekkonshiki da zo 「よしなが先生の新婚家庭だゾ」 - yoshinaga sensei no shinkonkatei da zo | 14 luglio 2000    | —                                            |
| 365         | –           | 「おもしろビデオを作るゾ」 - omoshiro bideo wo tsukuru zo 「幸せのクサヤの干物だゾ」 - shiawase no kusaya no kanbutsu da zo 「大事な書類がなくなったゾ」 - daiji na shorui ganakunatta zo | 21 luglio 2000    | —                                            |
| 366         | –           | 「「海だ！サーフィンする」」 - Umi da! Safin suru | 28 luglio 2000    | —                                            |
| 367         | –           | 「縮みゆくしんのすけ」 - chidimi yukushinnosuke 「オラとオラの対決だゾ」 - ora to ora no taiketsu da zo 「知らない誰かがいるゾ」 - shira nai dareka gairu zo | 4 agosto 2000     | —                                            |
| 368         | –           | 「双六やるゾ」 - sugoroku yaru zo 「晩ご飯のおいしい匂いだゾ」 - ban go meshi nooishii nioi da zo 「母ちゃんの手抜きには負けないゾ」 - kaachan no tenuki niha make nai zo | 11 agosto 2000    | —                                            |
| 369         | –           | 「暑さを忘れちゃうゾ」 - atsusa wo wasure chau zo 「父ちゃん母ちゃん真夏日の勝負だゾ」 - tōchan kaachan manatsubi no shōbu da zo 「暑い夏をのりきるゾ」 - atsui natsu wonorikiru zo | 18 agosto 2000    | —                                            |
| 370         | –           | 「シロがオラだっただゾ」 - shiro ga ora dattada zo 「なな子おねいさんと二人きりだゾ」 - nana ko oneisanto futari kirida zo 「ネネちゃんが恋をしたゾ」 - nene changa koi woshita zo | 25 agosto 2000    | —                                            |
| 371         | –           | 「監獄しんちゃんだゾ」 - kangoku shinchanda zo 「オラのおにぎりはおいしいゾ」 - ora noonigirihaoishii zo 「行列の先にはいいことあるゾ」 - gyōretsu no sakini haiikotoaru zo | 1º settembre 2000 | —                                            |
| 372         | 71a-71c     | Che spasso l'Australia! (parte prima) Che spasso l'Australia! (parte seconda) Che spasso l'Australia! (parte terza) 「オーストラリアはもりあがるゾ」 - ōsutoraria hamoriagaru zo | 8 settembre 2000  | 6 luglio 2009                                |
| 372         | 71a-71c     | L'episodio parla del viaggio di nozze di Midori e Jun'ichi, rovinato dai Nohara e prosegue nella successiva puntata. |                   |                                              |
| 373         | 72a-72c     | Che spasso l'Australia! (parte quarta) Che spasso l'Australia! (parte quinta) Che spasso l'Australia! (parte sesta) 「オラ達もオーストラリアだゾ」 - ora tachi mo ōsutoraria da zo | 15 settembre 2000 | 7 luglio 2009                                |
| 373         | 72a-72c     | L'episodio, prosieguo del precedente, parla del viaggio di nozze di Midori e Jun'ichi, rovinato dai Nohara. |                   |                                              |
| Speciale 27 | 78b – 78c – | Misaeindiana Jones - Alla ricerca dei tesori perduti (Parte prima) 「トレジャーハンターみさえ 1」 - torejahanta misae 1 「父ちゃんの忘れ物をお届けするゾ[再]」 - tōchan no wasuremono woo todoke suru zo [sai] 「電車に乗ってお届けするゾ[再]」 - densha ni notte o todoke suru zo [sai] 「お届け途中で迷子になったゾ[再]」 - o todoke tochū de maigo ninatta zo [sai] Misaeindiana Jones - Alla ricerca dei tesori perduti (Parte seconda) 「トレジャーハンターみさえ 2」 - torejahanta misae 2「トレジャーハンターみさえ 3」 - torejahanta misae 3                                          | 29 settembre 2000 | 4 agosto 2009 — 4 agosto 2009 —              |
| 374         | 72c 73a 73b | Gli angeli del Futaba 「フタバエンジェル」 - futabaenjieru Voglio la paghetta mensile! 「おこづかいをもらいたいゾ」 - okodukaiwomoraitai zo Anche papozzo vuole la paghetta! 「父ちゃんもおこづかいが欲しいゾ」 - tōchan mookodukaiga hoshii zo | 20 ottobre 2000   | 7 luglio 2009 8 luglio 2009                  |
| 375         | 74a-74c     | Andiamo a fare un picnic! (parte prima) Andiamo a fare un picnic! (parte seconda) Andiamo a fare un picnic! (parte terza) 「素敵なピクニックにお出かけだゾ」」 - Suteki na pikunikku nio deka keda zo | 27 ottobre 2000   | 9 luglio 2009                                |
| 376         | 74c 73c –   | Siamo dei bradipi 「オラ達ナマケモノだゾ」 - ora tachi namakemono da zo Mammola vuole una bicicletta elettrica! 「電動自転車が欲しいゾ」 - dendō jitensha ga hoshii zo 「泥棒にはご用心だゾ」 - dorobō nihago yōjin da zo | 3 novembre 2000   | 9 luglio 2009 8 luglio 2009 —                |
| 376         | 74c 73c –   | Nel 2° mini-episodio, Misae si lamenta per via della fatica che comporta l'accompagnamento a scuola di Shin da parte sua in bicicletta, decidendo di comprare una bicicletta elettrica. |                   |                                              |
| 377         | 79a 80a 80b | Edukatorman in azione! (parte prima) 「戦えエンチョーマン！ＡＣＴ１」 - tatakae enchoman!act1 La signorina Yoshinaga si è appena sposata 「よしなが先生の新婚生活だゾ」 - yoshinaga sensei no shinkonseikatsu da zo Scegliamo le foto per l'album!「素敵なアルバムの作り方だゾ」 - suteki na arubamu no tsukurikata da zo | 10 novembre 2000  | 11 agosto 2009 13 agosto 2009                |
| 377         | 79a 80a 80b | Il 1° mini-episodio è la prima parte delle storie dedicate ad Edukatorman, il travestimento da supereroe di Enchiyou. Nel 2° mini-episodio si può assistere ai primi giorni da sposati di Midori e Jun'ichi. |                   |                                              |
| 378         | 79b –       | Edukatorman in azione! (parte seconda) 「戦えエンチョーマン！ＡＣＴ２」 - tatakae enchoman!act2 「借りたら返すはジョーシキだゾ」 - kari tara kaesu ha joshiki da zo 「父ちゃん母ちゃんのナイショ話だゾ」 - tōchan kaachan no naisho hanashi da zo | 17 novembre 2000  | 11 agosto 2009 —                             |
| 378         | 79b –       | Il 1° mini-episodio è la seconda parte delle storie dedicate ad Edukatorman, il travestimento da supereroe di Enchiyou. |                   |                                              |
| 379         | 81a 82a 82b | Himawari è una peste! 「プッチプチひまわり」 - pucchipuchi himawari Masao vuole sposarmi! 「マサオくん結婚を申し込むゾ」 - masao kun kekkon wo mōshikomu zo Oggi sarà una bella giornata 「いいことありそうな一日だゾ」 - iikotoarisōna tsuitachi da zo | 24 novembre 2000  | 5 ottobre 2009 6 ottobre 2009                |
| 380         | 79c 82c 83a | Edukatorman in azione! (parte terza) 「戦えエンチョーマン！ＡＣＴ３」 - tatakae enchoman!act3 Andiamo a cercare uno splishesplash 「カッパ探しに出動だゾ」 - kappa sagashi ni shutsudō da zo Mammola si preoccupa per la sua salute 「母ちゃんの健康が心配だゾ」 - kaachan no kenkō ga shinpai da zo | 1º dicembre 2000  | 11 agosto 2009 6 ottobre 2009 7 ottobre 2009 |
| 380         | 79c 82c 83a | Il 1° mini-episodio è la terza parte delle storie dedicate ad Edukatorman, il travestimento da supereroe di Enchiyou. |                   |                                              |
| 381         | 79d 83b 83c | Edukatorman in azione! (parte quarta) 「戦えエンチョーマン！ＡＣＴ４」 - tatakae enchoman!act4 Giochiamo a carte 「ババ抜きだゾ」 - baba nuki da zo Ci beviamo 10 confezioni di latte 「牛乳１０本を飲むゾ」 - gyūnyū 10 hon wo nomu zo | 8 dicembre 2000   | 11 agosto 2009 7 ottobre 2009                |
| 381         | 79d 83b 83c | Il 1° mini-episodio è la quarta ed ultima parte delle storie dedicate ad Edukatorman, il travestimento da supereroe di Enchiyou. |                   |                                              |
| 382         | – 84a 86a   | 「プッチプチひまわり2」 - Putchipuchi himawari 2 La signorina Matsuzaka è un'esperta in amore 「のベテランまつざか先生だゾ」 - no beteran matsuzaka sensei da zo La gara di cerbottana 「吹き矢で真剣勝負だゾ」 - fuki ya de shinkenshōbu da zo | 15 dicembre 2000  | — 8 ottobre 2009 10 ottobre 2009             |